# Extended display identification data
L'Extended display identification data  (EDID) és un format de dades que utilitza el protocol de comunicació I2C per a la comunicació entre l'ordinador i els perifèrics en aquest cas a monitor, aquesta estructura de dades conté informació sobre les característiques del monitor les quals els donen la propietat de "configurar-se en endollar" PnP.